# جليزا 179 b
غليس 179 بي (بالإنجليزية: Gliese 179 b)‏ الذي يرمز له بالرمز GJ 179 b، هو كوكب خارج المجموعة الشمسية، في كوكبة الجبار، يتبع غليس 179 ‏.

## الاكتشاف
اكتشف في 13 نوفمبر 2009.